# GNV Antares
Die GNV Antares ist ein 1987 als Norsun in Dienst gestelltes Fährschiff. Ihr Schwesterschiff GNV Aries wurde als Norsea in Dienst gestellt.

## Geschichte
Die Norsun entstand unter der Baunummer 1033 in der Werft von Nippon Kokan in Yokohama und lief am 29. August 1986 vom Stapel. Nach der Ablieferung an die britisch/niederländische Reederei North Sea Ferries am 31. März 1987 wurde das Schiff mit 800 Exportwagen als Ladung nach Amsterdam überführt und schließlich am 12. Mai 1987 auf der Strecke von Rotterdam nach Kingston upon Hull in Dienst gestellt. Das Schwesterschiff Norsea folgte im gleichen Monat.
Im Oktober 2002 gingen die Norsun sowie ihr Schwesterschiff in den Besitz von P&O Ferries über. Die Norsun erhielt im Januar 2003 den Namen Pride of Bruges, den bereits von 1987 bis 1998 die ehemalige Pride of Free Enterprise trug. Im Laufe seiner Dienstzeit wechselte das Schiff mehrfach den Ausgangshafen der Überfahrt nach Hull zwischen Rotterdam und Zeebrugge. Ab 2007 war Zeebrugge fester Ausgangshafen. Von Mai bis Juni 2006 wurde die Pride of Bruges in der Lloyd Werft Bremerhaven umgebaut und 2017 auf der polnischen Werft Remontowa umfassend überholt.
Im Oktober 2020 gab P&O Ferries im Rahmen der COVID-19-Pandemie die Einstellung des Fährbetriebs zwischen Zeebrugge und Hull bekannt. Dadurch wurden die Pride of Bruges und ihr Schwesterschiff Pride of York nicht mehr benötigt und in Zeebrugge bzw. Rotterdam aufgelegt.
Im April 2021 wurden beide Fährschiffe an die italienische Reederei Grandi Navi Veloci (GNV) verkauft, die diese ab Juli 2021 im westlichen Mittelmeer zwischen Barcelona bzw. Valencia und Palma de Mallorca unter den neuen Namen GNV Aries und GNV Antares einsetzen will.